# Áporo
Áporo é o título de um poema de Carlos Drummond de Andrade, pertencente a seu livro A Rosa do Povo.

## Poema
Um inseto cava/cava sem alarme/perfurando a terra/sem achar escape.
Que fazer, exausto,/em país bloqueado,/enlace de noite/raiz e minério?
Eis que o labirinto/(oh razão, mistério)/presto se desata:
em verde, sozinha,/antieuclidiana,/uma orquídea forma-se.

## Significado
Tem diversos significados, desde sem saída (da sua origem grega), e sua variação problema difícil de se resolver, até uma espécie de inseto, passando também por um tipo de orquídea.
Cada estrofe do poema transcrito acima se foca em um significado da palavra áporo.
A primeira corresponde ao inseto, que cava sem alarme perfurando a terra.
A segunda estrofe fala da aporia, que corresponde a um problema quase sem solução.
A última trata da orquídea.

## Análise
Pode-se analisar o poema como sendo um exemplo de dialética. Ele se inicia com uma tese (ou fato) seguida por uma antítese (ou negação dessa tese) e por fim apresenta uma síntese, que é a convivência paradoxal dessas duas ideias. Assim, cada estrofe representa também um dos passos descritos. O inseto que cava insistente, porém pacíficamente, sem achar saída da terra é a tese. É seguida por uma antítese, que nega a pacificidade do animal, tornando sombrio e sem saída seu ambiente e futuro. Por fim, nasce uma orquídea antieuclidiana (contra o criador da geometria, Euclides de Alexandria, o que indica que nasce contra todas as leis da geometria, ou do que se esperava), apresentada como salvação, solução, em meio ao escuro, à noite.
Por diversas vezes flores são símbolos de solução nos poemas deste livro. No poema "A Flor e a Náusea" também uma frágil flor nasce da loucura, num ambiente inóspito.

## Política
Percebe-se ainda no poema uma crítica à situação política do Brasil na época. O livro foi escrito num contexto da ditadura de Getúlio Vargas, à qual o escritor era contra. Neste poema em específico a referência ao contexto histórico está no trecho em país bloqueado, no qual a terra que o inseto cava se confunde com o próprio Brasil.